# Sześć kierunków
Sześć kierunków w buddyzmie symbolizuje sześć doskonałości:
1. Wschód jest doskonałością dawania
2. Południe jest doskonałością moralności
3. Zachód jest doskonałością cierpliwości
4. Północ jest doskonałością wigoru
5. Kierunek w dół jest doskonałością medytacji
6. Kierunek w górę jest doskonałością mądrości